# ジョンストン島

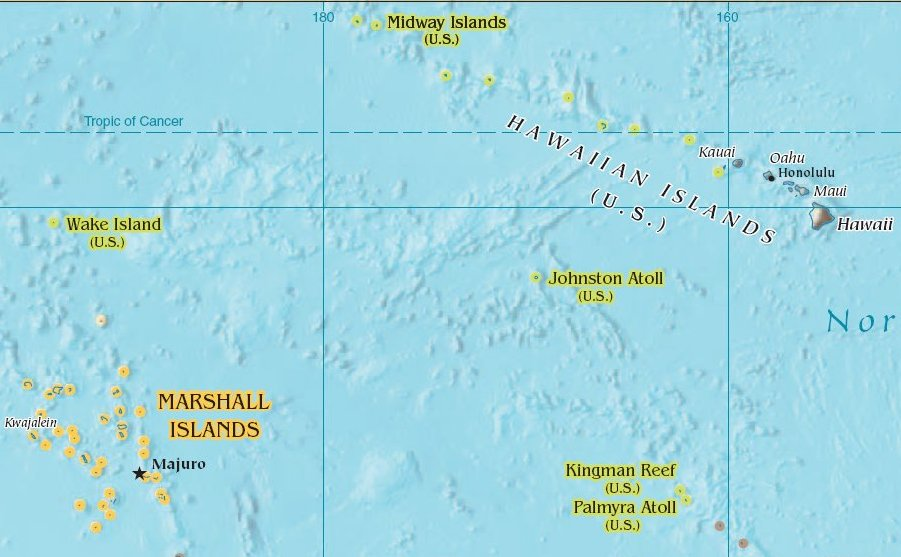
ジョンストン島周辺地図

ジョンストン環礁（Johnston Atoll）は、アメリカ合衆国領の北太平洋の環礁。合衆国領有小離島の1つ。

## 概要
ハワイ諸島のオアフ島からは西に約1500km、ミッドウェー島からは南に約1000kmの位置にある。ジョンストン島とほかに3つの小島を含む。淡水の確保ができない上に、他の島からも距離が離れていることもあり、かつて行われていたグアノの採掘以外の産業は無い。
先住民はおらず、かつてはハワイ王国とアメリカが領有を主張していたが、ハワイ王国がアメリカに強制合併させられたためにアメリカ領となった。
1930年代以降はアメリカ軍の貯蔵庫や空港、港湾施設が置かれ、軍人や軍属を中心に数百から1,000人程度の居住者がおり、ホノルルなどからのコンチネンタル航空の定期便も就航していた。
2004年にアメリカ軍が撤収して以降は各施設は閉鎖され、現在は滑走路跡地やその他の施設の跡地が残るものの、無人島となっている。
現在島への立ち入りは禁止されているが、国立野生生物保護区となっているために、魚類や鳥類などの研究者がアメリカ合衆国魚類野生生物局とアメリカ軍の許可を受けた上で定期的に上陸している。

ジョンストン島の旗

## データ
- 経緯 - 北緯16度45分、西経169度31分
- 面積 - 2.8平方キロメートル
- 最高点 - 5m
- 時差 - UTC-10
- 人口 - 0人

## 主な島々
- ジョンストン島（Johnston）：珊瑚礁浚渫・埋立によって拡張された
- サンド島（Sand）
- アカウ島（Akau）：人工島
- ヒキナ島（Hikina）：人工島

## 歴史

珊瑚礁浚渫によるジョンストン島埋立拡張

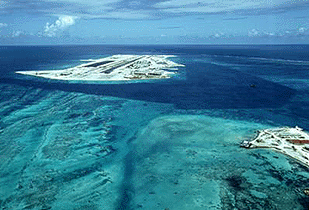
右側に一部見えるサンド島北東方向からジョンストン島の滑走路へ進入する様子

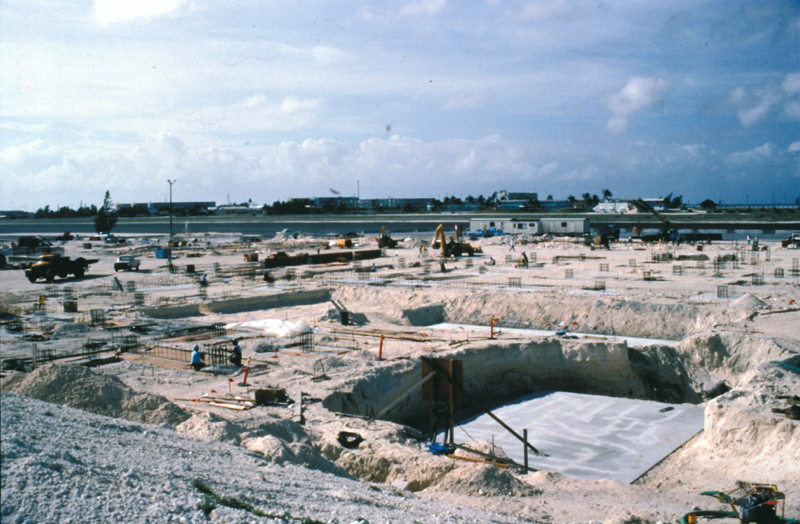
ジョンストン環礁化学物質廃棄施設建設時初期の土地掘鑿作業

- 1807年 - イギリス海軍の軍艦HMSコーンウォリスの艦長チャールズ・J・ジョンストンが発見。艦長自ら自分の名を付けジョンストン島と名付けられる（しかし、1796年9月2日アメリカのボストンを拠点とするブリッグ船サリー号のジョセフ・ピアポイント船長が名を明らかにしなかったが、島近くの浅瀬で到着し島を主張していたが、領有を主張しなかった。）
- 1856年 - アメリカでグアノ島法が制定され、グアノ鉱脈がある島をアメリカ国民が所有・領有出来るようになる。
- 1858年 - アメリカのウィリアム・パーカーとR・F・ライアンがグアノを探しにスクーナー船パレスティン号をチャーターし、ジョンストン島に出航した。島に上陸し、グアノを発見した為、パーカーとライアンは島に星条旗を掲げ標識を立て領有を宣言した。6月にハワイ王国カメハメハ4世の依頼でカラマ号に乗ったハワイの実業家S・C・アレンがジョンストン島に上陸。星条旗と標識を撤去しハワイ王国の旗を掲げ領有を主張した。またアレンは島を「カラマ」と名付け、近くの小さな島は「コーンウォリス」と命名した。7月アメリカ本土に帰国したパレスティン号が再び島に行き、船長が再び島に星条旗を掲げアメリカ合衆国の名の元で領有を主張しリン鉱石採取のために2人の船員を島に残した。同じ日にハワイ国王のカメハメハ4世が島が自身の領地だと宣言した。しかし、数ヶ月後、カメハメハ4世はこの島が以前からアメリカによって領有されていた事を知り、アレンに与えた島のグアノの租借権を取り消した。しかし、この事はハワイ準州が島を利用し、所有権を主張することを妨げるものではなかった。
- 1890年頃まで - グアノがほぼ完全に枯渇するまでアメリカがグアノ島法を適用しグアノの採掘を行う。
- 1898年 - ハワイ王国がアメリカに併合される。
- 1923年 - アメリカ政府より野生生物保護区に指定される。
- 1934年 - 北太平洋の戦略上の要衝のため、アメリカ海軍の基地が設置される。
- 1935年 - 島の所管が内務省から海軍省に移管。また、同年から計画された太平洋横断商業飛行（アイランドホッピング）の着陸地点に選定される[1]。
- 1941年 - 第二次世界大戦にアメリカが参戦し、主に大日本帝国海軍に向けた作戦のために使用される。
- 1942年 - 大日本帝国海軍の第一航空艦隊による攻撃を受け基地機能がほぼ完全に破壊されるが、海軍の作戦上上陸はされなかった。
- 1950年代から1960年代 - 東西冷戦下において、「ドミニク作戦」などの高高度核爆発などの核実験を行なうための地域、また偵察衛星の打ち上げ基地として使用される。
- 1970年代から2000年まで - マスタードガスやサリンなどの化学兵器の保管庫（ジョンストン環礁化学物質廃棄施設、JACADS）として使用される。
- 2001年 - アメリカの太平洋化学兵器計画（USACAP）終了のため、兵器の廃棄処理と施設の撤去作業が始まる。
- 2004年 - 空港が閉鎖され、無人島となる。

## 自然・環境
- ジョンストン環礁国立野生生物保護区が設置されている。

## 空港
- ジョンストン環礁空港 - 3レターコードは「JON」。2004年に閉鎖。かつてはコンチネンタル・ミクロネシア航空とアロハ航空のアイランドホッパー便が寄港していた。